# Phuphena fusipennis
Phuphena fusipennis là một loài bướm đêm trong họ Noctuidae.